# Born to Run (bok)
Born to Run (2016) är en självbiografisk bok, skriven av Bruce Springsteen. Boken har tagit sin titel efter Born to Run (1975), författarens tredje skiva och det stora genombrottet som artist och låtskrivare.
Författaren berättar i korta kapitel om sin familj och uppväxten i staden Freehold Borough, New Jersey, om hur hans musikkarriär startade och utvecklades, om The E Street Band, och om hans nuvarande liv och fortfarande mycket aktiva karriär.
Ett återkommande tema i boken är den komplicerade relationen med fadern Douglas, som plågades av att inte passa in i efterkrigstidens USA och som misstrodde sonens musikambitioner. Vid hög ålder diagnostiserades han med paranoid schizofreni. Författaren är själv mycket öppenhjärtig med sitt arv av psykiska problem och depressioner, som han bearbetat på olika sätt under hela sitt vuxna liv.
Boken mottogs med mycket goda recensioner i både USA och omvärlden. Den är översatt till svenska, men har behållit sin ursprungliga engelska titel.